# Auf dem Mond da blühen keine Rosen
Auf dem Mond da blühen keine Rosen ist ein Lied der deutsch-griechischen Sängerin Vicky Leandros aus dem Jahr 1977.

## Entstehung und Veröffentlichung
Das Lied wurde gemeinsam von Leo Leandros und Klaus Munro geschrieben beziehungsweise komponiert. Leandros zeichnete darüber hinaus auch für die Produktion verantwortlich.
Die Erstveröffentlichung von Auf dem Mond da blühen keine Rosen erfolgte als Single im Februar 1977 bei CBS Records. Diese erschien als 7″-Single mit der B-Seite 	Zwei (Katalognummer: 5004). Am 27. Februar 1977 erschien das Lied als Teil des Studioalbums V. L. (Katalognummer: 81877).

## Charts und Chartplatzierungen
| ChartsChartplatzierungen | Höchstplatzierung | Wochen/ Monate |
| ------------------------ | ----------------- | -------------- |
| Deutschland (GfK)        | 9 (18 Wo.)        | 18 Wo.         |
| Österreich (Ö3)          | 20 (1 Mt.)        | 1 Mt.          |
| Schweiz (IFPI)           | 5 (12 Wo.)        | 12 Wo.         |

| ChartsJahrescharts (1977) | Platzierung |
| ------------------------- | ----------- |
| Deutschland (GfK)         | 40          |